# 台灣林道
台灣林道（英文譯名：Forest Road），為中華民國農業部林業及自然保育署所管理之林業經營用道路。分佈於臺灣山地各處，共87條，總長度1691公里（2006年資料）。林道本以運輸自林場伐下的木材之用，1982年結束伐木後不再開闢林道，原有林道之用途轉為促進觀光、運輸山地農產品等用途，或是任其荒廢回歸自然。某些在台灣知名度頗高的林道（如丹大林道）或路名亦冠上「林道」二字的林道（如西坑林道）並未被林務局正式列入林道名單中。另有部分林道已登記成為專用公路，屬於公路系統內且擁有公路編號。
本列表依林務局資料整理：
1. 桶後林道
2. 達觀山林道
3. 東眼山林道
4. 大鹿林道本線
5. 大鹿林道東線
6. 司馬限林道
7. 羅山林道下線
8. 羅山林道上線
9. 八卦力林道
10. 內洞林道
11. 大坪林道
12. 大南林道
13. 大湖溪林道
14. 水田林道
15. 東河林道
16. 蓬萊林道
17. 樂山林道
18. 八仙山林道
19. 大雪山林道
20. 大雪山林道神木支線
21. 出雲山林道
22. 觀音山林道
23. 雪山坑林道
24. 摩天嶺林道
25. 麻必浩林道
26. 八仙山苗圃林道
27. 西勢山林道
28. 裡冷林道
29. 船型山林道
30. 平石山林道
31. 烏石坑林道
32. 郡大林道
33. 人倫林道
34. 奧萬大聯外道路
35. 卓社林道
36. 雙龍林道
37. 萬大林道
38. 阿冷坑林道
39. 長興林道
40. 武界林道
41. 尖台林道
42. 白毛山林道
43. 祝山林道
44. 楠溪林道
45. 焙仔桶林道
46. 梅蘭林道
47. 瀨頭林道
48. 南山林道
49. 藤枝林道
50. 壽卡林道
51. 雲山林道
52. 高中林道
53. 美瓏山林道
54. 來義林道
55. 沙溪林道
56. 石山林道
57. 三民林道
58. 扇平林道
59. 五指寮林道
60. 大漢林道
61. 延平林道
62. 錦屏林道
63. 紅石林道
64. 知本林道
65. 利嘉林道
66. 霧鹿林道
67. 西林林道
68. 萬榮林道
69. 光復林道
70. 瑞穗林道
71. 中平林道
72. 長良林道
73. 宜專一線
74. 翠峰林道
75. 和平林道
76. 古魯林道
77. 鹿皮林道
78. 金洋林道
79. 四季林道
80. 嘉平林道
81. 安平坑林道
82. 武荖坑林道
83. 100林道
84. 120林道
85. 130林道
86. 160林道
87. 170林道